# 2019年7月

## 7月1日
- 阿富汗首都喀布爾市中心上午發生自殺式汽車炸彈襲擊，造成多人死傷。當地官員表示，傷者中有51人是學童，襲擊造成5所學校受損。塔利班組織已宣布對襲擊事件負責[1]。
- 俄罗斯海军一艘用於研究的潛水艇發生火災，造成14名船員喪生。[2]
- 伊朗表示其浓缩铀的存量已经超过《伊朗核問題全面協議》的容許上限。[3]
- 日本政府宣布，從7月4日起開始進行嚴格審查電子級氫氟酸、氟化聚酰亞胺及光刻膠三種半導體材料對韓國的出口，並考慮將韓國剔除出「出口白名單」[4]。韓國政府認為這是日本對韓國法院作出一系列要求日本企業對在戰前強征朝鮮半島勞工進行賠償的判決的對抗措施[5]。而日本方面稱是由於這些原料涉及國防產業，但現在的韓國已不是日本安保方面的友好國家。預計該措施的實施將對韓國的半導體產業造成打擊[6]。
- 2019年香港七一衝突：正值香港主權移交22周年，有香港民眾與香港警方爆發衝突，部分示威者於傍晚一度佔領立法會綜合大樓。[7]
- 《上海市生活垃圾管理条例》正式生效，宣告上海进入生活垃圾强制分类时代。[8]

## 7月2日
- 利比亚首都的黎波里市郊一個移民拘留中心遭到空襲，造成超過40人喪生。[9]
- 2019年7月2日日食發生。[10]

## 7月3日
- 戴维·萨索利當選歐洲議會議長。[11]
- 百度董事長兼CEO李彦宏在百度AI开发者大会上演讲时被一名男子泼水，再度引发中国网民对百度的争议。[12]
- 中国辽宁省的县级市开原遭受龙卷风侵袭，造成至少6人死亡、190人受伤、两万八千人受灾。[13][14][15]

## 7月5日
- 清晨，蘇丹軍方與民主派領袖達成過渡政府協議，在未來三年共同執政，各自派出代表輪流任元首，三年後將舉行大選。雙方又同意就軍方暴力鎮壓示威者，進行獨立調查[16]。
- 美國加利福尼亚州里奇克萊斯特發生MW7.1級地震。[17]

## 7月6日
- 杭州良渚古城遗址成为中国第55项世界遗产，使中国现有世界遗产数量与意大利并列世界第一[18]。

## 7月7日
- 2019年希腊议会选举進行投票。[19]
- 美國以2:0擊敗荷蘭，奪得2019年國際足協女子世界盃冠軍。[20]
- 巴西以3:1擊敗秘魯，奪得2019年美洲國家盃冠軍。[21]
- 香港民眾為反對《逃犯條例修訂草案》，首次於九龍舉辦反對逃犯條例修訂草案遊行，入夜後在旺角與香港警方爆發衝突。[22]
- 晚間，格魯吉亞主播伽布尼亞（英語：Giorgi Gabunia）在電視節目中，形容俄羅斯總統普京是「侵略者」，認為他和他的「奴隸」應該離開格魯吉亞，並以粗口辱骂普京已故的父母。俄羅斯外交部發表聲明譴責，聲稱危害國家關係；俄杜馬（議會下院）建議禁止從格魯吉亞進口紅酒、飲用水等，以及停止從俄羅斯向格魯吉亞的匯款業務[23]。

## 7月9日
- 瑞典最高法院（瑞典语：Högsta domstolen (Sverige)）拒絕中國對前國企高層喬建軍的引渡申請，並已將裁決知會瑞典政府，認為引渡會令喬遭受到違反歐洲人權公約的迫害[24]。

## 7月10日
- 因批評唐納·川普政府的外交電文曝光而引發特朗普不滿的英国驻美国大使金·达洛克（英语：Kim Darroch）宣布辞职。[25]
- 乌克兰总统泽连斯基签署了一项关于在切尔诺贝利隔离区为游客创造一条绿色走廊（"green" corridor），以及取消拍摄照片和视频禁令的命令，以推动切尔诺贝利的旅游业发展[26][27][28]

## 7月12日
- 负责塔林-赫尔辛基海底隧道项目的受中国资助的芬兰-爱沙尼亚湾区发展有限公司（FinЕst Bay Area Development）宣布，中国的中铁股份有限公司、中国铁路工程总公司和中国交通建设集团有限公司，承包了该隧道的设计和建造。这条全长100公里的隧道也是中国一带一路在北欧的重要项目[29]。

## 7月14日
- 美國總統特朗普發佈推特，出言羞辱民主黨四名新生代少數族裔女性眾議員，要求她們「回去」治理她們來自的地方。四名議員發聲回擊，表示會繼續與特朗普的邊境政策做鬥爭，並會尋求對特朗普的白人至上種族主義言論起訴[30]。
- 香港民眾為反對《逃犯條例》，在新界沙田區發起示威活動，並在新城市廣場引發大型的警民衝突，造成38人受傷。當中警方在事件中的應對方式被受質疑[31]。

## 7月15日
- 世界银行裁決巴基斯坦政府需向巴里克黃金公司及其合作夥伴賠償58億美元。[32]

## 7月17日
- 马来西亚首相马哈迪·莫哈末向国会下议院提呈沙巴州选区划分动议，把该州现有的60个州议席增加13个至73个[33]。

## 7月18日
- 京都動畫在日本京都市伏見區的一間工作室發生縱火案，造成至少33人喪生，警方拘捕一名男性疑犯。[34]
- 章瑩穎命案被告人被判終身監禁。[35]

## 7月19日
- 阿爾及利亞以1:0擊敗塞內加爾，奪得2019年非洲國家盃冠軍。[36]

## 7月21日
- 第25屆日本參議院議員通常選舉進行投票。[37]
- 2019年烏克蘭議會選舉進行投票。[38]
- 香港民間人權陣線第六次發起的反對修訂《逃犯條例》的大型遊行。部分示威者在香港中聯辦外向中國國徽投擲墨水，警察發射催淚彈和橡膠子彈驅散示威者，多名示威者受傷。[39]另一方面，新界元朗有一群身著白衣的疑似三合會人員在元朗站針對市民發動無差別的襲擊，造成最少45人受傷。[40]警方處理手法受到廣泛爭議，市民質疑警方與黑社會合作。[41][42]

## 7月23日
- 曾因六四事件引發爭議的前中國國務院總理李鵬22日在北京市逝世，享年91歲。[43]
- 23日21时20分，贵州省六盘水市水城县鸡场镇坪地村岔沟组发生一起山体滑坡，造成21户房屋和70余人被埋。[44]
- 大韓民國國防部發佈消息稱上午有2架中國軍機與3架俄羅斯軍機接連進入韓國離於島（蘇岩礁）附近以及日本海（東海）的防空識別區，其中1架俄軍機在獨島（竹島）附近上空兩度闖入韓國領空，韓方出動F-15、F-16等戰機多次向俄機開火示警。事後，韓國國防部與外交部向中俄兩國駐韓大使館提出抗議[45][46]。
- 鲍里斯·约翰逊赢得英國保守党党魁选举。[47]

## 7月26日
- 2019年日韓貿易戰：共同社報導稱日本政府計劃最快於8月2日在內閣會議上批准將韓國剔除出出口優惠「白名單」的政令。政令將在公佈的21天以後施行，即最快8月下旬就會正式實施[48][49]。
- 美国最高法院9位大法官以5比4的票数，裁決聯邦政府可动用25亿美元國防經费建造美墨边境墙。[50]

## 7月27日
- 俄罗斯有示威者在莫斯科举行抗议活动，抗议当局禁止反对派人士参加今年9月举行的莫斯科市议会选举。俄罗斯官方媒体表示有1,074名示威者被捕。[51]
- 尼日利亞博尔诺州首府邁杜古里附近的一條村遭到疑似博科聖地武裝分子襲擊，造成至少65人喪生。[52]

## 7月29日
- 巴西北部帕拉州阿爾塔米拉一座监狱發生暴動，造成至少52名囚犯喪生。[53]

## 7月30日
- 巴基斯坦一架小型軍用訓練飛機在拉瓦尔品第市郊墜毀，造成機上及地面至少18人喪生。[54]
- 印度议会通过《穆斯林妇女婚姻权利保护法案》，把男性以「说三次『塔拉克』」的方式休妻定為犯罪行為。[55]

## 7月31日
- 中国大陆海峡两岸旅游交流协会突然宣布受海峽兩岸關係影响，决定自2019年8月1日起即時暂停中国大陆居民赴台个人游试点[56]，中華民國總統蔡英文認為中国在此时做出游客签注变更决策，属于“战略上的大错误”[57]。
- 美国总统唐納·川普在白宫会见蒙古国总统哈勒特马·巴特图勒嘎，两人同意美国与蒙古关系已提升到战略伙伴关系，并且将加强两国贸易关系。[58]
- 俄羅斯總統弗拉基米尔·普京下令俄軍協助撲滅在西伯利亞地區的森林大火。[59]